# 그리드 아일랜드
《그리드 아일랜드》는 헌터 × 헌터에 등장하는 지역으로 아이지엔 대륙과 요르비안 대륙 사이에 위치한 섬이다. 곤의 아버지 진과 그 동료들이 만든 게임 전용의 무대가 되는 곳.

## 그리드 아일랜드에 등장하는 도시
헌상금 도시 앙트키바
각종 현상금이 널려있다. 

### 경품 도시 안토키바
그리드 아일랜드의 출발점에서 가장 가까운 곳에 있는 도시. 매월 15일에 매달 대회가 개최되며, 우승자에게는 지정 포켓 카드가 증정된다.

### 마법 도시 마사도라
그리드 아일랜드에서 유일하게 주문 카드를 판매하는 도시. 클리어를 단념하고 이탈 카드를 얻으려는 사람들이 모여있다.

### 연애 도시 아이아이
그리드 아일랜드에서 다양한 만남을 즐길 수 있는 곳. 유치한 만남이 널려있다.

### 소후 플라비
그리드 아일랜드에 있는 해안 도시로 레이저와 13인의 악마를 이기면 아름다운 해안선을 볼 수 있다. 카드 아이템 「No.002 한 평의 해안선 SS」을 얻을 수 있는 곳.

### 캐슬타운 리메이로
그리드 아일랜드를 클리어 한 사람이 마지막으로 방문하는 장소로 게임 마스터가 산다고 하는 거대한 성이 있는 도시.